# 叶曙
叶曙（1908年—2004年），字奕白，男，湖北蒲圻人，中国病理学家，国立台湾大学病理学科首任主任，中央研究院院士。